# Weltwitz
Der Weiler Weltwitz ist ein Ortsteil der Gemeinde Schmieritz im Saale-Orla-Kreis in Thüringen.

## Geografie
Der Ort Weltwitz liegt am Übergang der Nordabdachung des Südostthüringer Schiefergebirges zum Orlatal. Die dort vorkommenden Böden sind sehr fruchtbar. Weltwitz liegt in unmittelbarer Nähe der Bundesstraße 281 und hat über diese Verbindung Anschluss an die Bundesautobahn 9 bei Triptis.  Die Deutsche Bahn ist in Neustadt an der Orla erreichbar; die Bahnstrecke Leipzig–Probstzella führt nahe am Dorf vorbei.
Das angrenzende Moderwitz ist eine der nächstgelegenen Vororte von Neustadt an der Orla.

## Geschichte
Die urkundliche Ersterwähnung von Weltwitz erfolgte 1257. Die romanische Kirche hatte ursprünglich einen Chorturm, der 1690 abgebrochen wurde.